# نصف‌النهار ۱۵۹ درجه غربی
نصف‌النهار ۱۵۹ درجه غربی ۱۵۹مین نصف‌النهار غربی از گرینویچ است که از لحاظ زمانی 10ساعت و 36دقیقه با گرینویچ اختلاف زمانی دارد.
این نصف‌النهار از قطب شمال شروع و از مناطق زیر گذشته و به قطب جنوب ختم می‌شود.
- اقیانوس آرام
- آلاسکا( ایالات متحده آمریکا)